# Haute mer

Les zones maritimes du droit international de la mer.

Les eaux internationales ou haute mer sont les zones maritimes qui ne sont sous l'autorité d'aucun État (par opposition aux « eaux sous juridiction d'un État côtier »). Plus précisément, il s'agit de toutes les parties de la mer qui ne sont « ni dans les eaux sous juridiction d’un  État (ZEE, ZPE, ZPP…), ni au sein de la mer territoriale d'un État ou bien dans les eaux archipélagiques d'un État archipel », selon l’article 86 de la convention des Nations unies sur le droit de la mer (CNUDM).

Les eaux internationales qui sont hors de la zone économique d’États apparaissent en bleu foncé.

La haute mer est généralement considérée comme un « bien public mondial » couvrant un peu plus de la moitié de la surface planétaire et 64 % des océans. Elle est ouverte à tous les États, qu'ils soient côtiers ou sans façade littorale (article 87 CNUDM). C'est le principe de mare liberum.
Le transport d'esclaves, la piraterie, le trafic illicite de stupéfiants et les émissions non autorisées y sont prohibés (articles 99, 100, 108 et 109 CNUDM) et toute revendication de souveraineté par un État y est illégitime. En 1982, à Montego Bay (Jamaïque), un cadre a défini des règles et une autorité pour l'exploitation des sol et sous-sols marins, mais pas encore pour la colonne d'eau et la pêche.
Un Appel de Paris pour la haute mer a été lancé afin qu'elle soit considérée comme « bien commun de l’humanité » et gérée comme tel, dans l’intérêt général et qu'y cesse le pillage des ressources, encouragé par le principe du  « premier arrivé, premier servi ».

## Définition
La haute mer commence au-delà de la limite extérieure de la zone économique exclusive (ZEE), au maximum à 200 milles nautiques (370,4 km) de la côte.

## Aspects juridiques
Le principe de la liberté y prévaut : liberté de navigation, de survol, de pêche, de recherche scientifique, de poser des câbles et des pipelines, de construire des îles artificielles, dans le respect des conventions internationales en vigueur. Toutefois la piraterie et des difficultés d'accès inégales selon les pays existent. Si le plateau continental s'étend au-delà de 200 milles (370 km), l’État côtier dispose de droits souverains relatifs à l’exploitation et l’exploration des ressources naturelles des fonds marins et de leur sous-sol, à l’exclusion des eaux surjacentes, jusqu'au rebord externe du plateau continental, ou au plus jusqu'à 350 milles (648 km). Au-delà de cette dernière limite s'étend la zone internationale des fonds marins qui échappe à toute appropriation et ne peut être utilisée qu'« à des fins exclusivement pacifiques » et exploitée « dans l’intérêt de l’humanité tout entière ».
La communauté internationale se mobilise peu à peu pour envisager des voies nouvelles en vue d'une gestion durable de la haute mer et de ses ressources. Le traité historique sur la conservation et l’utilisation durable de la biodiversité marine des zones ne relevant pas de la juridiction nationale, en haute mer (connu comme le Traité de la  haute mer ou sous le sigle anglais BBNJ, Marine Biodiversity of Areas Beyond National Jurisdiction), adopté à l’unanimité en juin, a été signé par 88 États depuis le 20 septembre 2023 au siège des Nations unies à New York. Ce traité porte sur la protection de l’Océan situé en dehors des zones économiques exclusives (ZEE) et du plateau continental des États côtiers.
Il s’agit d’un tournant décisif en droit international de la mer, grâce aux outils de gestion innovants et ambitieux proposés, la conservation et l’utilisation durable de la biodiversité marine devront être assurées dans l’intérêt de l’Humanité et des générations futures. Ce texte permet désormais aux États d’agir là où ils n’ont pas pris suffisamment de mesures jusqu’à présent. Par exemple, il les incite à créer des aires marines protégées et les contraint à réaliser des études d’impact environnemental des activités engagées en haute mer.
Il est important de préciser que ce traité ne porte pas sur des aspects déjà réglementés par des institutions existantes comme :
1. les ressources minérales des fonds marins (qui sont distinctes des ressources génétiques marines vivantes). Elles sont gérées par l’Autorité internationale des fonds marins (AIFM) via une procédure et des règles propres (partie XI de la convention des Nations unies sur le droit de la mer) ;
2. la gestion de la pêche reste régie en priorité par les organisations régionales de pêche (ORGP).

Toutefois, le Traité de haute mer va mettre en place une coordination et une coopération étroite avec ces organismes pour s’assurer que les objectifs de conservation et d’utilisation durable de la haute mer soient bien pris en compte dans leurs plans de gestion, comme dans les évaluations environnementales ou la création d’aires marines protégées.
Le seul ordre juridique qui s’applique en haute mer est celui des autorités de l’État dont le navire bat le pavillon.
Cependant :
- l’État côtier dispose d’un droit de poursuite en haute mer, lorsque la poursuite a commencé dans une zone relevant de la juridiction de l’État poursuivant ;
- obligation est faite, en haute mer :
  - de prêter assistance et secours à quiconque en péril,
  - aux États de réprimer et de coopérer à la répression de la piraterie, du transport d'esclaves, du trafic de stupéfiants et des émissions radioélectriques interdites[9] ;
- les conventions internationales se sont multipliées pour réglementer la pêche en haute mer, pour la protection d’espèces spécifiques (baleine, thon) ou même en 1995 à propos des stocks chevauchants (les ressources halieutiques qui sont à cheval sur la ZEE et sur la haute mer) et, dans ce cas, vers une extension des compétences de l’État côtier.

## Histoire et perspectives
La communauté internationale, et certains pays (dont la France, dans le cadre du Grenelle de la mer notamment), évoquent le besoin d'outils de connaissance (exploration in situ, suivi satellital), surveillance, contrôle pour une meilleure gouvernance de la pêche, de la biodiversité et de la sécurité en mer, ainsi que pour la protection de ressources naturelles pas, peu, difficilement ou coûteusement renouvelables, au-delà des zones de juridiction nationale.
- En 1958, une Convention sur la haute mer[11] est signée à Genève sous l'égide des Nations unies, le 29 avril, mais n'entrant en vigueur que 4 ans plus tard, le 30 septembre 1962. Elle codifie les quelques règles du droit international relatives à la haute mer. En particulier elle définit la « haute mer » comme "toutes les parties de la mer n’appartenant pas à la mer territoriale ou aux eaux intérieures d’un État" (art. 1). Elle stipule (art. 2) que "pour les États riverains ou non de la mer", la haute mer est couverte par la liberté de la navigation, la liberté de la pêche, la liberté d’y poser des câbles et des pipelines sous-marins et la liberté de la survoler. 
La convention précise que chaque État doit tenir compte de l’intérêt que la liberté de la haute mer présente pour les autres États. Chaque État est aussi tenu de prendre à l’égard des navires arborant son pavillon les mesures nécessaires pour assurer la sécurité en mer, notamment en ce qui concerne : 
a)  L’emploi des signaux, l’entretien des communications et la prévention des abordages ; 
b)  La composition et les conditions de travail des équipages, en tenant compte des instruments internationaux applicables en matière de travail ;
c )  La construction et l’armement du navire et son aptitude à tenir la mer (...)
Tout État est tenu (art. 12) d’obliger le capitaine d’un navire naviguant sous son pavillon, autant que le capitaine peut le faire sans danger sérieux pour le navire, l’équipage ou les passagers :
a)  À prêter assistance à toute personne trouvée en mer en danger de se perdre ;
b)  À se porter à toute la vitesse possible au secours des personnes en détresse, s’il est informé de leur besoin d’assistance, dans la mesure où l’on peut raisonnablement compter sur cette action de sa part ;
c)  Après un abordage, à prêter assistance à l’autre navire, à son équipage et à ses passagers et, dans la mesure du possible, à indiquer à l’autre navire le nom de son propre navire, son port d’enregistrement et le port le plus proche qu’il touchera.
Tous les États riverains favoriseront la création et l’entretien d’un service adéquat et efficace de recherche et de sauvetage pour assurer la sécurité en mer et au-dessus de la mer (dont via des accords régionaux de coopération mutuelle inter-États). 
Tout État est tenu (art. 13) de prendre des mesures efficaces pour empêcher et punir le transport des esclaves sur les navires autorisés à arborer son pavillon et pour empêcher l’usurpation de son pavillon à cette fin. Tout esclave qui se réfugie sur un navire, quel que soit son pavillon, est libre ipso facto.
Tous les États doivent (art. 14) coopérer dans toute la mesure du possible à la répression de la piraterie en haute mer ou en tout autre endroit ne relevant de la juridiction d’aucun État (...)

- 1982 à Montego Bay (Jamaïque), une convention[12] a produit un cadre de règles et défini une Autorité internationale des fonds marins pour l'exploration et exploitation des sol et sous-sols marins, mais sans lui donner de compétence ou d'autorité pour la colonne d'eau, ni la pêche ou la biodiversité. Elle ajoute à la convention précédente la liberté de construire des îles  artificielles et autres installations autorisées par le droit international (sous réserve de la partie VI de la convention) ; et la liberté de la recherche scientifique (sous réserve des parties VI et XIII).

- En 2007, à l'occasion d'une assemblée générale des Nations unies, il a été reconnu que les accords de Montego Bay contenaient des lacunes environnementales, et que le système juridique applicable à la haute-mer était à mettre à jour[13].

- En 2011, sous l'égide de l'ONU un groupe de travail a proposé une meilleure protection de la biodiversité et des ressources halieutiques de haute-mer[14].

- En 2013 un Appel de Paris pour la haute mer est lancé en avril[15] afin qu'elle soit considérée comme « bien commun de l’humanité » et gérée comme tel, dans l’intérêt général selon ses auteurs ; il s'agit aussi de soutenir le travail de l’Assemblée générale des Nations unies qui dans le cadre de la Convention des Nations unies sur le Droit de la Mer prépare des négociations visant à mettre en œuvre un instrument international de protection de la biodiversité en haute mer[16]. Les signataires estiment que seule une « gouvernance internationale partagée, transparente, démocratique » évitera une surexploitation et pollution de ces eaux. Leur vision est utilitariste (ex : « (...) Proposons que l’Autorité internationale des fonds marins soit partie prenante à la gestion des ressources de la Haute Mer, en particulier les ressources génétiques marines (en lui donnant les moyens d’exercer opérationnellement ses missions) »[16] mais ils souhaitent aussi un développement des aires marines protégées et estiment « que la Haute Mer n’est pas seulement l’affaire des spécialistes et professionnels, mais qu’elle est au cœur de la survie de l’humanité et concerne chacun d’entre nous. Avec gravité, confiance et détermination, nous pensons qu’elle est le lieu évident d’une coconstruction pacifique et exemplaire des États, qui doivent proposer aux générations futures une « économie bleue » innovante, basée sur le respect des écosystèmes et des droits humains. Refonder le rapport des hommes à la Haute Mer est essentiel pour contribuer au développement humain, ainsi qu’à la résilience de la planète et de son climat »[16].

- En 2018 (4-17 septembre), après 10 ans de discussions, une session de négociations sur un traité de la haute mer, s'est ouverte à New York, visant un nouvel instrument juridique international destiné à y protéger la biodiversité, alors que les pressions humaines et climatiques sont en augmentation constante et rapide[13]. La France y a délégué Serge Ségura, ambassadeur chargé des océans[13]. Greenpeace présente ce projet comme celui du « traité de la dernière chance » et une « opportunité historique » pour une gestion durable des ressources marines au grand large, qui selon l'ONG devrait pouvoir s'appuyer sur un réseau d'aires marines protégées recouvrant au moins (comme le demande la communauté scientifique) 30% de la surface de l'océan avant 2030 dans et hors des eaux territoriales[17].

- En 2023 (4 mars), les États membres de l'ONU se sont mis d'accord sur le premier traité international de protection de la haute mer. Le texte est adopté le 19 juin 2023[18],[19].